# Detroit Express
O Detroit Express foi um time de futebol do subúrbio de Detroit que jogou na agora extinta North American Soccer League (NASL) de 1978 a 1980. Seu campo de origem era o Pontiac Silverdome . O Express era de propriedade de Roger Faulkner e do famoso comentarista de futebol inglês Jimmy Hill, que também era o diretor administrativo e presidente do clube inglês Coventry City . A equipe foi treinada por Ken Furphy .

## História

### 1978
O Express foi o primeiro clube de futebol profissional de Detroit desde que o Detroit Mustangs da ASL desapareceu em 1973, e a primeira entrada da cidade na NASL desde que o Detroit Cougars jogou sua última temporada em 1968. O clube deu um passo importante ao contratar o atacante inglês Trevor Francis, que liderava o time com 22 gols e dez assistências em 19 jogos. O filho do treinador, o atacante Keith Furphy, ficou em segundo lugar com 11 gols e 12 assistências, enquanto David Bradford e Alan Brasil fizeram nove gols cada. Em 12 de julho, Francis marcou cinco vezes quando o Express massacrou o San Jose Earthquakes, por 10 a 0, que em 2019 ainda é a maior margem de vitória em uma grande partida profissional de futebol americano (NASL ou MLS ). Detroit venceu o título da Divisão Central da Conferência Americana da NASL com uma marca de 20 a 10, e Francis teve a única contagem na derrota por 1 a 0 do Philadelphia Fury na primeira rodada dos playoffs. Na segunda rodada, o Express dividiu um par de jogos com o Fort Lauderdale Strikers, mas perdeu o mini-jogo imediatamente depois, por 1-0. Apesar do sucesso em campo, no entanto, o Express era medíocre nas bilheterias, com uma média de 12.194 participantes, o suficiente para o sétimo lugar na NASL de 24 equipes, mas menor que a média da liga de 13.084.

### 1979
De volta à Inglaterra, Francis fez história como o primeiro jogador no Reino Unido a comandar uma transferência de £ 1 milhão quando foi comprado por Nottingham Forest em Birmingham City . Forest não estava disposta a permitir que seus novos ativos retornassem aos Estados Unidos, mas cederam e Francis retornou logo após o meio da temporada de 1979 . Ele atraiu grandes multidões e contribuiu com 14 gols e 8 assistências em 14 jogos, empatando Keith Furphy pelo líder da equipe; Ted MacDougall marcou nove gols e 11 assistências. Mas o Express lutou para uma temporada de 14 a 16 e um terceiro lugar. Eles foram eliminados dos playoffs por 2-0 na primeira rodada pelo Tampa Bay Rowdies . Apesar da decepção em campo, o atendimento melhorou no cavernoso Pontiac Silverdome, até 14.058 por partida, bem próximo da média NASL de 14.201.
Depois de 1979, porém, Trevor Francis não retornaria à NASL. Amplamente reconhecido como um dos melhores atacantes da NASL, Francis marcou 36 gols com 18 assistências em apenas 33 partidas da temporada regular - o que o colocou um lugar à frente de Pelé na lista de todos os tempos da NASL, apesar de jogar menos 23 jogos . (Francis também teve três gols e três assistências em cinco jogos do playoff. ) Ele foi o primeiro jogador do time a estar no time das estrelas da NASL em 1978 e 1979, ao lado de Franz Beckenbauer, Giorgio Chinaglia, Johan Cruyff, Carlos Alberto e Rodney Marsh e outros grandes nomes internacionais. e o único jogador de Detroit a ser selecionado para a NASL primeiro XI.

### 1979-80
O Express dirigiu-se para dentro de casa naquele inverno para tocar na temporada de 1979/1980 da NASL Indoor . Eles tiveram concorrência, pois a Major Indoor Soccer League também decidiu colocar uma franquia na Motor City: o Detroit Lightning . O Express conseguiu um recorde de 7-5, terceiro lugar na Divisão Leste e um playoff; infelizmente, os mesmos Tampa Bay Rowdies que derrotaram Detroit nos playoffs ao ar livre os esmagaram na primeira rodada, 12-1, em São Petersburgo. (Tampa Bay iria derrotar Memphis para conquistar o campeonato. ) Nenhum dos times de futebol de salão de Detroit fez muito nas bilheterias: o Express atraiu 3.937 fãs por partida no Silverdome, enquanto o Lightning conseguiu apenas 3.520 jogos no Cobo Hall . (O Lightning mudaria para São Francisco e depois dobra após a temporada 1980-81. )

### 1980
Sem Francis, o Express caiu para uma marca de 14 a 18, perdendo os playoffs e empatando apenas 11.198 por jogo - não tão ruim para os padrões da NASL, mas também não o suficiente para pagar as contas. O argentino Pato Margetic foi contratado para substituir Trevor Francis no ataque e liderou o time com 11 gols e 11 assistências. Gary Bannister e Adam Oates fizeram 10 gols cada, enquanto Bradford terminou com 16 assistências. Vestindo a camisa número 10, David Bradford marcou 14 gols e teve 38 assistências em seus três anos no Express.

### 1980-81 e transferência para Washington
A segunda e última temporada indoor do Express produziu apenas um recorde de 7 a 11, e eles perderam os playoffs. A participação aumentou para 4.761, um pouco abaixo da média da liga, mas não foi suficiente para salvar o Express. Na primavera de 1981, Jimmy Hill venceu uma batalha judicial para mudar a equipe para o RFK Stadium e se tornar o novo Washington Diplomats, substituindo a antiga franquia com esse nome que havia acabado. Os Express, que se tornaram o Diplomats, duraram apenas uma temporada em Washington DC antes de fecharem os negócios. Hill teria perdido 2 milhões de libras por causa do fracasso do empreendimento, levando seu filho a reivindicar : “Perdemos todo o dinheiro da família. Tudo o que resta é a nossa casa. '' 

### Anos depois
O nome e o logotipo do Detroit Express foram mantidos pelo empresário local Sonny Van Arnem, que iniciou a nova equipe do Express na temporada de 1981 . A versão ASL do Express ganhou o título da liga em 1982, mas a liga fechou após a temporada de 1983 . A NASL entrou em colapso após a temporada de 1984 .
George Best também apareceu no Express durante uma turnê pela Europa em setembro de 1978. Best jogou dois jogos na Áustria com o Express antes de o time seguir para a Suíça.

## Na cultura popular
No episódio de novembro de 2009 de How I Met Your Mother, chamado "Bagpipes", Ted veste uma camisa velha do Detroit Express ao tentar reclamar com os vizinhos por causa de gaita de foles.

Mac também veste uma camisa do Detroit Express no episódio " The Gang Dá a Frank uma Intervenção " na temporada 5 (2009) de It's Always Sunny, na Filadélfia . 